# Comuna Kotiujînți, Kalînivka
Kotiujînți (în ucraineană Котюжинці) este o comună în raionul Kalînivka, regiunea Vinnița, Ucraina, formată din satele Kotiujînți (reședința) și Tarasivka.

## Demografie
Componența lingvistică a satului Kotiujînți
     Ucraineană (97,33%)
     Rusă (2,49%)
     Alte limbi (0,18%)
Conform recensământului din 2001, majoritatea populației satului Kotiujînți era vorbitoare de ucraineană (97,33%), existând în minoritate și vorbitori de rusă (2,49%).